# Az-Zahajira
Az-Zahayrah – miejscowość w Egipcie, w muhafazie Ad-Dakahlijja. W 2018 roku liczyła 17 355 mieszkańców.